# Reto Weiler
Reto Weiler  (* 17. Mai 1947 in Wädenswil) ist ein schweizerischer Neurobiologe. Er lehrt und forscht an der Carl von Ossietzky Universität Oldenburg, der University of Queensland, Australien und war vom 1. September 2008 bis zum 30. September 2018 Rektor des Hanse-Wissenschaftskollegs in Delmenhorst.

## Leben
Reto Weiler studierte an der Philosophischen Fakultät II der Universität Zürich Biologie und promovierte 1977 an der Fakultät für Biologie der Universität München (LMU) zum Dr. rer. nat. Von 1979 bis 1986 war er Wissenschaftlicher Assistent, Akademischer Rat und Oberrat am Zoologischen Institut der Universität München. Innerhalb dieser Zeit erhielt er Stipendien und Fellowships u. a. der European Science Foundation, der Schweizerischen Gesellschaft für Medizinisch-Biologische Stipendien und der Alberta Heritage Foundation, verbunden mit Forschungsaufenthalten am CNR Neurofisiologia, in Pisa, an der University of California, Los Angeles, und an der University of Calgary, Kanada. 1982 habilitierte er sich für das Fach Zoologie an der Fakultät für Biologie der Universität München.
1986 nahm er den Ruf auf die Professur für Neurobiologie an der Carl von Ossietzky Universität Oldenburg an. Von 2004 bis 2014 leitet er das Forschungszentrum Neurosensorik, von 2004 bis 2012 war er Sprecher der Forschergruppe „Dynamik und Stabilisierung retinaler Verarbeitung“. Von 2005 bis 2008 war er Vizepräsident für Forschung und 2008 wurde er zum Rektor des Hanse-Wissenschaftskollegs, Institute for Advanced Study, Delmenhorst, berufen.
Er war Mitinitiator der European Medical School, Oldenburg-Groningen, und seit 2014 ist er Vorsitzender der Gründungskommission für eine Medizinische Fakultät an der Johannes Kepler Universität, Linz. Seit 2019 ist er Mitglied des Hochschulrates der Jade Hochschule und seit 2020 der Ruhr-Universität Bochum. Für die Funktionsperiode 2023 bis 2028 wurde er Mitglied des Universitätsrates der JKU Linz.

## Forschungsthemen
Der Schwerpunkt seiner Forschung liegt in der Aufklärung der neuronalen Verarbeitung in der Netzhaut. Dafür setzt er ein breites Spektrum molekularbiologischer, anatomischer und elektrophysiologischer Techniken ein. Wichtige Beiträge hat er u. a. zu der Rolle Elektrischer Synapsen und der Horizontalzellen erbracht, für die er in 2012 mit dem Boycott Award der Federation of American Societies for Experimental Biology geehrt wurde. Seit 2008 beschäftigt er sich darüber hinaus mit der Archäologie der Felsbilder in der Kimberley Region im Nordwesten von Australien.

## Ehrungen und Mitgliedschaften
Reto Weiler erhielt u. a. 1981 den schweizerischen Medical-Academy-Award, 1987 den japanischen Taniguchi-Award. 1990 den Max-Planck-Forschungspreis und 1997 den australischen International Research Award. Die Stadt Oldenburg ehrte ihn 2008 mit dem Oldenburger Bullen. Er ist Honorarprofessor der University of Queensland, Australien, korrespondierendes Mitglied der Bayerischen Akademie der Wissenschaften, Senatsmitglied der Österreichischen Akademie der Wissenschaften und von 2013 bis 2018 Mitglied des Österreichischen Wissenschaftsrats. 2024 erhielt er das Verdienstkreuz am Bande des Landes Niedersachsen. 2024 wurde er als korrespondierendes Mitglied in die Niedersächsische Akademie der Wissenschaften zu Göttingen aufgenommen.